# Miquel Burtzes
Miquel Burtzes (grec medieval: Μιχαήλ Βούρτζης, Mikhaïl Vurtzis), nascut cap al 930/935 i mort a la tardor del 995 o més tard, fou un important general romà d'Orient de finals del segle x. Es feu famós en recuperar Antioquia de mans dels àrabs el 969, però caigué en desgràcia amb l'emperador Nicèfor II Focas. Ressentit d'aquesta ofensa, Burtzes s'uní als conspiradors que acabarien matant Focas unes setmanes més tard. Burtzes tornà a tenir un paper important en la guerra civil entre l'emperador Basili II i el rebel Bardes Escler, en la qual canvià de bàndol diverses vegades. Tanmateix, Basili el tornà a nomenar dux d'Antioquia, càrrec en el qual es mantingué fins al 995, quan fou substituït pels seus fracassos en la guerra contra els fatimites.